# 张如翰
张如翰（1849年—1923年），字少鹰，号慕鲈，福建福安人，闽东教育家、进步人士。

## 生平
光绪二年（1876年）乡试中举，光绪六年授知县衔，但未上任。光绪八年（1882年）在甘棠南门外创办仰山书院供同乡读书。
光绪二十一年（1895年），张如翰赴京应考不第，参与了公车上书的联署。
戊戌变法后，张如翰进京授奉政大夫，钦加五品，遂再次上书，要求农学改革，但变法旋即失败，改革的奏章也没有上达。张如翰于是拒绝清廷授的州同官衔回到福安。1909年受福宁府知府之聘任福宁中学堂教员。
宣统三年（1911年），学堂改名为福宁中学校，知府智格延聘张如翰为校长。辛亥革命后，张如翰自发应知府胡桂高之号召，主动宣传剪发等思想，1916年因病卸任，回到福安继续任教于仰山书院。民国12年（1923年）病故于家中。